# 米亚诺斯
米亚诺斯，是西班牙阿拉贡自治区萨拉戈萨省的一个市镇。 总面积15平方公里，总人口47人（2001年），人口密度3人/平方公里。